# Plévin
 Plévin  (en bretón Plevin) es una población y comuna francesa, situada en la región de Bretaña, departamento de Côtes-d'Armor, en el distrito de Guingamp y cantón de Maël-Carhaix.

## Demografía
| 1185 | 1015 | 883 | 774 | 781 | 774 |
| Para los censos de 1962 a 1999 la población legal corresponde a la población sin duplicidades (Fuente: INSEE [Consultar]) |      |     |     |     |     |